# بيترو أندريا ماتيولي
بيترو أندريا غريغوريو ماتيولي (12 مارس 1501 - 1577) كان طبيبًا وعالم طبيعة ولد في سيينا.

## سيرته الذاتية
حصل على درجة دكتور في الطب من جامعة بادوفا عام 1523، ثم مارس المهنة في سيينا وروما وترينتو وغرتسية، وأصبح طبيبًا شخصيًا لفرديناند الثاني، أرشيدوق النمسا، في براغ وقلعة أمبراس، ولماكسيمليان الثاني، إمبراطور الإمبراطورية الرومانية المقدسة في فيينا.
وصف ماتيولي الحالة الأولى لحساسية القطط. كان مريضه حساسًا للغاية تجاه القطط، لدرجة أنه إذا أُرسل إلى غرفة بها قطة، يبدأ مباشرةً في الهياج والتعرق والشحوب.
كان طالبًا مجتهدًا في علم النبات، ووصف 100 نبات جديد ونسق علم النبات الطبي في عصره ضمن قسم ديسكورسي («شروحات») في كتاب المقالات الخمس الخاص بديسقوريدوس. ظهرت الطبعة الأولى من عمل ماتيولي، وهي الترجمة الإيطالية لكتاب المقالات الخمس، مرفقةً بشروحاته الخاصة، في عام 1544 في مدينة البندقية. صدرت عدة طبعات لاحقة باللغة الإيطالية. في عام 1554، ظهرت الطبعة الأولى من الشروحات باللغة اللاتينية، مرفقةً بترجمة لاتينية لعمل ديوسقوريدوس، التي لم تختلف إلا قليلًا عن الترجمة اللاتينية التي نشرها جون رويل في عام 1516، والتي كانت بمثابة الأساس لترجمة ماتيولي الإيطالية. تُرجمت الشروحات إلى الفرنسية (ليون، 1561) والتشيكية (براغ، 1562) والألمانية (براغ، 1563).
بالإضافة إلى تحديد النباتات التي وصفها ديوسقوريدوس في الأصل، أضاف ماتيولي أوصافًا لبعض النباتات التي ليست في كتاب ديوسقوريدوس وليس لها أي استخدام طبي معروف، ما يمثل انتقالًا من دراسة النباتات فقط في المجال الطبي إلى اعتبارها دراسة ذات اهتمام خاص بها. بالإضافة إلى ذلك، كانت الخشيبات في أعمال ماتيولي ذات مستوى عالٍ، ما سمح بالتعرف على النبات حتى عندما كان الوصف غامضًا. من بين العناصر الهامة المذكورة أنواع مبكرة من الطماطم، وهو أول مثال موثق للخضروات المزروعة والمتناولة في أوروبا.

## إرثه
كان بيترو أندريا ماتيولي عالم نبات وطبيبًا مشهورًا، وتشهد على ذلك أعماله المنشورة. شغل ماتيولي منصبًا في البلاط الإمبراطوري، طبيبًا لفرديناند الثاني، أرشيدوق النمسا، ولماكسيميليان الثاني، إمبراطور الإمبراطورية الرومانية المقدسة، ما منحه نفوذًا هائلًا. رغم ذلك، شملت بعض ممارساته الاختبار المتكرر لآثار النباتات السامة على السجناء بهدف نشر أعماله -وهي بلا شك ممارسة شائعة في ذلك الوقت. لم يتقبل ماتيولي المنافسين أو التصحيحات. جميع علماء الطبيعة والأطباء الذين تجرؤوا على مناقضته أو تصحيحه فعلوا ذلك على مسؤوليتهم الخاصة. تشمل قائمة أهم الرجال في ذلك الوقت الذين تعرضوا للعتاب أو التوبيخ أو الاستجواب فيلاند وأنغيلارا وغيسنر ولوسيتانوس وآخرين. أدى ذلك إلى هيمنة نسخة ماتيولي من المقالات الخمس على المدى الطويل في جميع أنحاء القارة، وخاصةً في شمال أوروبا.